# 毛公鼎
毛公鼎，是西周宣王年間（前828年－前782年）毛公后代、宣王的叔父毛公瘖为纪念宣王对自己的任命以及告诫所鑄造的青銅鼎，腹內刻有500字金文冊命書，字數為舉世銘文青銅器中最多。是西周散文代表作，其書法也是金文中最高等級，故有「抵得一篇《尚書》」、晚清「四大國寶」、「青銅三寶」、「海內三寶」、民間「故宮三寶」之譽。現收藏於臺北國立故宮博物院，被列為中華民國國寶。

## 形制

### 外觀
《毛公鼎》通高53.8公分，腹深27.2公分，口徑47.0公分，重34.7公斤，大口圓腹，口沿有一道重環紋飾，上有兩隻大耳，腹下三隻獸蹄形足。

### 由来
《毛公鼎》腹內鑄有32行、共500字銘文，是西周晚期一篇完整的冊命書。文中提到周宣王在位初期，想要振興朝政，遂命叔父毛公瘖（也有译作毛公歆）處理國家大小事務，命毛公一族擔任禁衛軍，保衛王家，並賜酒食、礼服、玉石、车马、兵器，毛公为感谢任命、特铸此鼎以作纪念。

## 流傳
據贺世明考证，《毛公鼎》於清宣宗道光二十三年（1843年）在陝西岐山周原（今陕西省岐山县）被董家村村民董春生在村西地裡所挖掘，北京永和齋古董商蘇兆年、蘇億年兄弟聞訊而來，以白银300两购得，但運輸之際，被另一村民董治官所阻，买卖没有做成。古董商以重金行賄知縣，董治官被逮下獄，以私藏国宝治罪。此鼎最後運到縣府，被古董商人悄悄運走，密藏於西安。张燕昌之子张石瓠曾巧見此鼎，便把鼎内銘文摹繪成雙鈎圖，寄給浙江嘉興名士徐同柏，寫了《周毛公鼎考釋》文章。
清文宗咸丰二年（1852年），北京金石学家、收藏家陳介祺又從蘇億年手中購得，並賞給蘇億年1,000两，此鼎深藏於密室，鮮為人知。陈介祺病故後，其孫陳孝笙於宣統二年（1910年）以萬兩白銀將鼎轉售給兩江總督端方，後端方被派到四川镇压保路运动，被革命军所杀。端方之後人因家道中落，将此鼎典押給天津俄国人开办的华俄道胜银行。英国记者辛浦森出5萬美元向端家購買，端家嫌錢太少，不肯割愛。当时有爱国人士極力呼籲保護國寶，《毛公鼎》輾轉至当时担任北洋政府交通总长的大收藏家、后来国学馆馆长葉恭綽手中，存入大陆银行。
民國二十六年（1937年）抗日戰爭爆發，葉恭綽避走香港，此鼎則藏在上海寓所未能帶走。由于叶恭绰是用假名購得此鼎，日本人无法查知它的下落。叶恭绰嘱咐其侄葉公超：「美国人和日本人两次出高价购买《毛公鼎》，我都没有答应。现在我把它托付给你，不得变卖，不得典质，更不能让它出国。有朝一日，可以献给国家。」之後葉公超被日本軍方逼問時堅持不供出《毛公鼎》的下落，叶恭绰为救侄子，制造了一只假鼎上交日军。叶公超被释放后，于1941年密携《毛公鼎》逃往香港。不久，香港被日军攻占，叶家托德国友人辗转將鼎運回上海。后来因生活困頓而将鼎典押給银行，但巨商陈詠仁出资赎出，使《毛公鼎》不至於流浪他鄉。民國三十五年（1946年）陈詠仁将此鼎捐献给國民政府，次年由上海运至南京，收藏於中央博物院（今南京博物院）。蔣中正在其日記中稱該鼎由「民間收藏者貢獻於余，祝六十之壽者」，而他「轉獻於中央博物館也。」
1948年，大量故宮珍贵文物隨中華民國政府至臺灣，此鼎亦在其中，现收藏於台北國立故宮博物院。近年來與翠玉白菜、肉形石並列合稱民間版的「故宮三寶」。

## 銘文
王若曰：“父歆，丕显文武，皇天引厌劂德，配我有周，膺受大命，率怀不廷方，亡不觐于文武耿光。唯天将集厥命，亦唯先正略又劂辟，属谨大命，肆皇天亡，临保我有周，丕巩先王配命，畏天疾威，司余小子弗，邦将曷吉？迹迹四方，大从丕静。呜呼！惧作小子溷湛于艰，永巩先王”。
王曰：父歆，余唯肇经先王命，命汝辥我邦，我家内外，憃于小大政，甹朕立，虩许上下若否。宁四方死母童，祭一人才立，引唯乃智，余非庸又昏，汝母敢妄宁，虔夙夕，惠我一人，拥我邦小大猷，毋折缄，告余先王若德，用印邵皇天，緟恪大命，康能四国，俗我弗作先王忧。
王曰：父歆，余之庶出，入事于外，专命专政，蓺小大楚赋，无唯正闻，引其唯王智，廼唯是丧我国，历自今，出入专命于外，厥非先告歆，父歆舍命，母又敢专命于外。 王曰：父歆，今余唯緟先王命，命汝亟一方，弘我邦我家，毋顀于政，勿雝建庶口。母敢龏橐，龏橐乃侮鳏寡，善效乃友正，母敢湛于酒，汝母敢坠在乃服，恪夙夕，敬念王畏不赐。女母弗帅用先王作明刑，俗女弗以乃辟圅于囏。

王曰：父歆，已曰及兹卿事寮，大史寮，于父即君，命女摄司公族，雩三有司，小子，师氏，虎臣雩朕亵事，以乃族干吾王身，取专卅寽，赐汝秬鬯一卣，裸圭瓒宝，朱市，悤黄，玉环，玉瑹金车，绎较，朱嚣弘斩，虎冟熏裹，右厄，画鞴，画輴，金甬，错衡，金童，金豙，涑燢，金簟笰，鱼箙，马四匹，攸勒，金口，金膺，朱旂二铃，易汝兹关，用岁于政，毛公对歆天子皇休，用作尊鼎，子子孙孙永宝用。
翻譯：
周王这样说：“父歆啊！伟大英明的文王和武王，皇天很满意他们的德行，让我们周国匹配他，我们衷心地接受了皇天的伟大命令。循抚怀柔了那些不来朝聘的方国，他们没有不在文王、武王的光辉润泽之中的。这样，老天爷就收回了殷的命令而给了我们周国。这也是先辈大臣们辅助他们的主君，勤恳奉天大命的结果。所以皇天不懈，监护着我们周国，大大巩固了降给先王的匹配命令。但是严肃的上天突然发出威怒，嗣后的我虽没来得及领略天威，却知道对国家是不吉利的。扰扰四方，很不安宁。唉！我真害怕沉溺在艰难之中，永远给先王带来忧惧。”
周王说：“父歆啊！我严正地遵守先王的命令，命令你治理我们国家和我们家族的里里外外，操心大大小小的政事。屏卫我的王位，协调上下关系，考绩四方官吏，始终不使我的王位动摇。这需要发挥你的智慧。我并不是那么平庸而昏聩的，你也不能怠忽苟安，虔诚地时刻地惠助于我，维护我们国家大大小小的谋划，不要闭口不说话。经常告诉我先王的美德，以便我能符合天意，继续勉力保持大命，使四方诸国康强安定，使我不造成先王的担忧！”
周王说：“父歆啊！这些众官出入从事，对外发布政令，制定各种徭役赋税，不管错对，都说是我的英明。这是可以造成亡国的！从今以后，出入或颁布命令，没有事先报告你，也不是你叫他们颁布的，就不能对外胡乱发布政令！”
周王说：“父歆啊！现在我重申先王的命令，命令你做一方的政治楷模，光大我们的国家和家族。不要荒怠政事，不要壅塞庶民，不要让官吏中饱私囊，不要欺负鳏公寡妇。好好教导你的僚属，不能酗酒。你不能从你的职位上坠落下来，时刻勉力啊！恭恭敬敬地记住守业不易的遗训。你不能不以先王所树立的典型为表率，你不要让你的君主陷入困难境地！”

周王说：“父歆啊！我已对这些卿事僚、太史僚说过，叫他们归你管束。还命令你兼管公族和三有司、小子、师氏、虎臣，以及我的一切官吏。你率领你的族属捍卫我。取资三十寽，赐你香酒一坛、裸祭用的圭瓒宝器、红色蔽膝加青色横带、玉环、玉笏、金车、有纹饰的蔽较、红皮制成的鞃和艰、虎纹车盖绛色里子、轭头、蒙饰车厢前面栏杆的画缚、铜车辔、错纹衡饰、金踵、金秜、金蕈席、鱼皮箭袋、四匹马、镳和络、金马冠、金缨索、红旗二杆。赐你这些器物，以便你用来岁祭和征伐。”毛公歆为了报答天子的辉煌美德，因而铸造了一个宝鼎子子孙孙永远宝用。

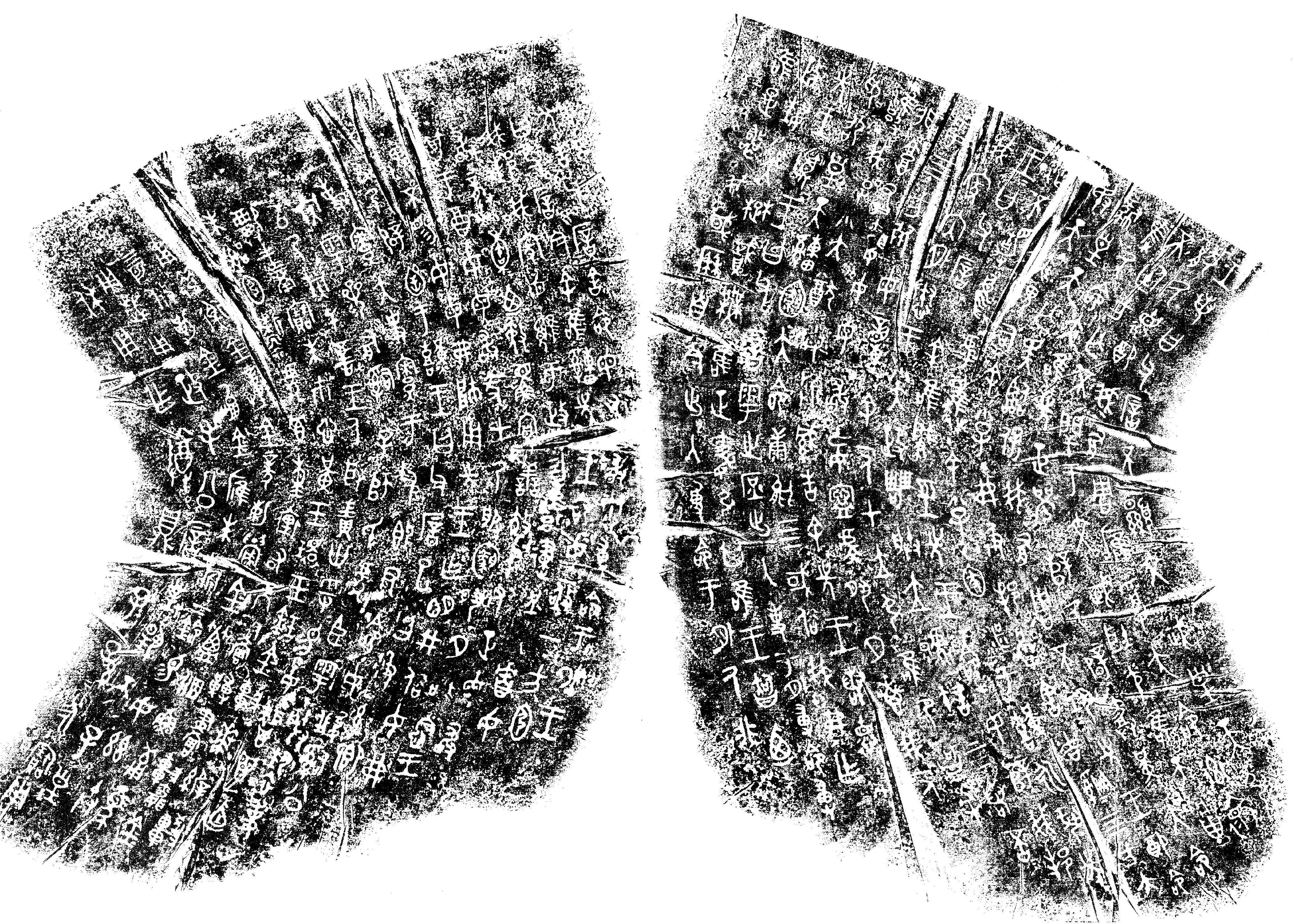
铭文拓片

## 價值
《毛公鼎》腹內500字金文，是全世界鑄銘青銅器中最多者，冊命文訓誥辭華美，且古奧艱深，是西周散文代表作，郭沫若認為《毛公鼎》：「銘全體氣勢頗宏大，泱泱然存宗周宗主之風烈，此於宣王之時為宜」，並譽「抵得一篇《尚書》」。其書法也是金文中最高等級，李瑞清在《毛公鼎》銘拓跋文說道：「《毛公鼎》為周廟堂文字，其文則《尚書》也，學書不學《毛公鼎》，猶儒生不讀《尚書》也。」故列名晚清「四大國寶」、「海內三寶」之一。

## 相關
- 宣王中興
- 金文
- 训诂学

### 文獻
1. 1 2 3 4 5  . 國立故宮博物院. 2010  [2013-07-27]. （原始内容存档于2016-01-19）.
2. 1 2 3 4 5  . 中華民國文化部. 2012-11-12. （原始内容存档于2013-12-03）.
3. 1 2  郭沫若. . 上海: 上海書店出版社. 1958. ISBN 780-622-557-9.
4. ↑  . CCTV-4. 2004-11-12.
5. 1 2 3 4 5 6 7 8  . CCTV-4. 2004-12-13.
6. ↑  中華民國文化部. . memory.culture.tw.   [2022-11-16]. （原始内容存档于2022-11-16） （中文（臺灣））.
7. ↑  . 石獅日報. 2003-07-23  [2008-02-25]. （原始内容存档于2009-02-18）.
8. ↑  蔣中正日記，1948年6月9日